# Sibogaster
Genre
Sibogaster est un genre d'étoiles de mer abyssales de la famille des Goniasteridae.

## Liste d'espèces
Selon World Register of Marine Species (31 janvier 2024) :
- Sibogaster bathyheuretor Mah, 2020
- Sibogaster digitatus Döderlein, 1924

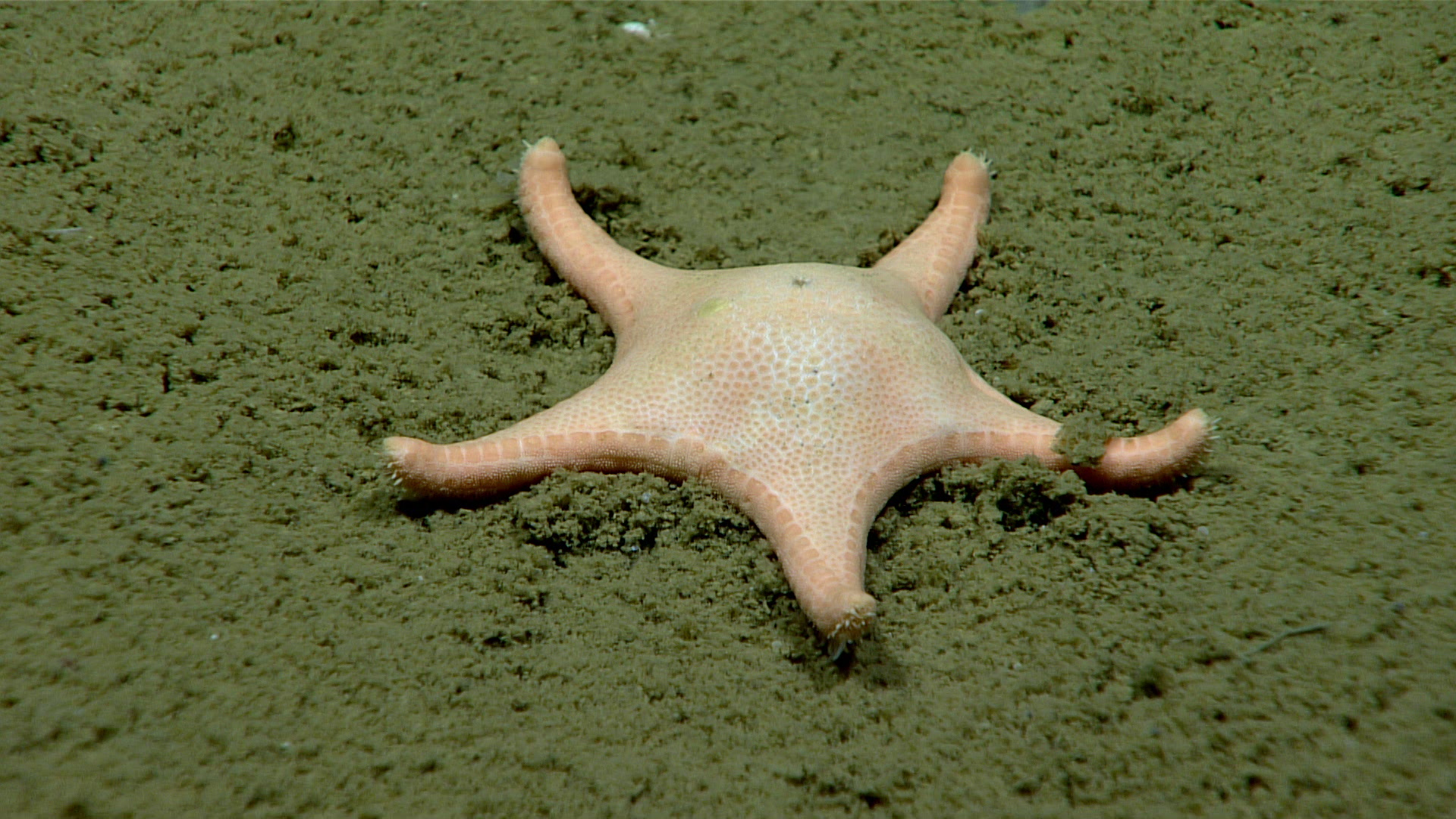
Sibogaster bathyheuretor.

- Sibogaster nieseni Mah, 2016

## Systématique
Le nom valide complet (avec auteur) de ce taxon est Sibogaster Döderlein, 1924.

## Publication originale
- (de) L.Döderlein, « Die Asteriden der Siboga-Expedition. II. Pentagonasteridae », Siboga-Expeditie et Die Asteriden der Siboga-Expedition, vol. 46, no 2,‎ 1924, p. 49-69 (lire en ligne).